# Riccardo Calafiori
Riccardo Calafiori (Roma, 19 de maio de 2002) é um futebolista italiano que atua como zagueiro. Atualmente joga no Arsenal.

## Carreira

### Roma
Calafiori deu os primeiros passos no mundo do futebol aos 6 anos em Petriana, clube de futebol da capital, ingressando na categoria juvenil da Roma em 2010. Com o clube Giallorossi completou todo o sistema juvenil, assinando o seu primeiro contrato profissional a 16 de junho de 2018. Calafiori sofreu uma lesão no joelho grave que provoca a ruptura de todos os ligamentos do joelho esquerdo, dos meniscos e da cápsula e colocou em risco a sua carreira, em 2 de outubro de 2018, contra o Viktoria Plzen, na UEFA Youth League. Retornou a campo no dia 16 de setembro de 2019, após quase um ano afastado, jogando pelo Primavera na partida do campeonato vencida por 6 a 3 contra o Chievo e um mês depois foi convocado pela primeira vez para o time titular, para a partida do campeonato contra o Milan. Calafiori fez sua estreia profissional na Roma, bem como na Serie A, na vitória fora de casa por 3 a 1 sobre a Juventus, em 1º de agosto de 2020; durante a partida, ele sofreu um pênalti, que foi convertido com sucesso pelo companheiro Diego Perotti, e também marcou um gol com um chute de longe após um escanteio, mas que foi anulado, pois a bola já havia saído de jogo.
Na temporada seguinte foi incluído na equipa principal pelo técnico Paulo Fonseca e, a 26 de novembro, estreou-se na UEFA Europa League na vitória na fase de grupos sobre o Cluj, na vitória por 2x0. No jogo seguinte, disputado em 3 de dezembro, contra o Young Boys, marcou o primeiro gol com um remate de longa distância, contribuindo assim para a vitória final de 3x1.
Na temporada 2021-2022 foi confirmado no elenco principal, treinado por José Mourinho. Em 16 de setembro de 2021 estreou-se na UEFA Conference League, sendo titular no jogo em casa contra o CSKA Sofia.

#### Empréstimo ao Genoa
No dia 14 de janeiro de 2022, para conseguir mais espaço, Calafiori foi emprestado ao Genoa. Estreou-se pelos Ligurianos três dias depois, na derrota do campeonato para a Fiorentina por 6x0. No entanto, ele se viu prejudicado por lesões e escolhas técnicas, e fez apenas três partidas pelo Genoa, que foi rebaixado para a Série B no final da temporada.

### Basel
Em 30 de agosto de 2022, a Roma anunciou que Calafiori havia ingressado no Basel em um contrato permanente, por 1,5 milhões de euros e 40% numa revenda futura. Calafiori assinou um contrato de 3 anos com o Basel. Ele se juntou ao time principal do Basel na temporada 2022-23 sob o comando do técnico Alexander Frei. Calafiori fez sua estreia na Superliga Suíça por seu novo clube no jogo fora de casa, em Cornaredo, em 9 de outubro de 2022, quando o Basel foi derrotado por 1 a 0 pelo Lugano.

### Bologna
Em 31 de agosto de 2023, Calafiori retornou à Série A e assinou com o Bologna ao lado do companheiro de equipe do Basel, Dan Ndoye, por cerca de 4 milhões de euros, mais bônus. Sob o comando do técnico Thiago Motta, ele foi movido para a função de zagueiro, onde se destacou como um dos melhores jogadores do campeonato. No dia 20 de maio de 2024, ele marcou seus primeiros gols na Série A ao marcar dois gols no empate por 3 a 3 contra a Juventus, com o Bologna sofrendo três gols rápidos após sua substituição aos 75 minutos. Ao longo da temporada, ele ajudou o Bologna a se classificar para a Liga dos Campeões da UEFA pela primeira vez desde 1964-65, garantindo um resultado entre os cinco primeiros na Série A.

### Arsenal
Em 29 de julho de 2024, Calafiori ingressou no Arsenal, clube da Premier League, com um contrato de longo prazo. Calafiori estreou pelos Gunners contra o Lyon, na Copa Emirates. Pela Premier League de 2024–25, estreou na vitória fora de casa contra o  Aston Villa. Em 22 de setembro, em sua primeira partida completa pelo Arsenal, Calafiori marcou seu primeiro gol pelo clube no empate de 2 a 2 contra o Manchester City, no Etihad Stadium, marcando de fora da área em uma cobrança de falta rápida. O gol foi, posteriormente, eleito o gol do mês do Arsenal em setembro no site do clube. Calafiori marcou seu segundo gol pelos Gunners em 25 de janeiro de 2025, desta vez uma vitória fora de casa aos 29 minutos do segundo tempo contra o Wolverhampton. Dois meses depois, em 4 de março, ele marcou seu primeiro gol na Liga dos Campeões da UEFA na vitória por 7 a 1 fora de casa sobre o PSV Eindhoven, nas oitavas de final.

## Seleção Italiana
Em agosto de 2021, foi convocado pela primeira vez para a seleção Sub-21, comandada por Paolo Nicolato; estreou-se pela Azzurrini no dia 3 de setembro, substituindo Destiny Udogie aos 63 minutos da vitória por 3 a 0 sobre Luxemburgo, válida pelas eliminatórias do Campeonato Europeu de Futebol Sub-21 de 2023.
Em 23 de maio de 2024, foi convocado pela primeira vez oficialmente para a seleção principal da Itália, sendo incluído na convocação preliminar para o Campeonato Europeu de Futebol de 2024 pelo técnico Luciano Spalletti. Ele estreou pela seleção principal em 4 de junho, substituindo Federico Dimarco aos 85 minutos do empate em 0 a 0 em um amistoso contra a Turquia, em Bolonha.
Tendo sido posteriormente confirmado na convocatória final para o Campeonato Europeu de Futebol de 2024, Calafiori fez sua estreia competitiva em 15 de junho, começando com uma vitória por 2 a 1 sobre a Albânia na fase de grupos; aos 22 anos e 27 dias, tornou-se o segundo italiano mais jovem a disputar o Campeonato da Europa, atrás apenas de Paolo Maldini. Ele marcou um gol contra na derrota da Itália por 1 a 0 para a Espanha em sua segunda partida. Em sua última partida da fase de grupos contra a Croácia, ele ajudou Mattia Zaccagni a empatar nos acréscimos em um empate de 1 a 1 que levou a Itália às oitavas de final com um segundo lugar. No entanto, ele também recebeu um cartão amarelo durante a partida, o que o excluiu do jogo da segunda rodada da Itália contra a Suíça, após o qual a Itália foi eliminada do torneio após uma derrota por 2-0.

## Estilo de jogo
Zagueiro canhoto, Calafiori começou jogando como lateral-esquerdo, antes de ser transferido para a função de zagueiro durante sua passagem pelo Bologna, sob o comando do técnico Thiago Motta, devido à sua capacidade de iniciar jogadas de ataque pelas costas com seu alcance de passes, estabelecendo-se como um dos melhores defensores da Série A durante a temporada 2023-24. Taticamente, ele é capaz de jogar como terceiro zagueiro ou na zaga, e é conhecido pela antecipação, além do estilo agressivo e físico na hora de pressionar os adversários. Jogador rápido e poderoso, tem sido elogiado principalmente por sua técnica e habilidade de chute de longa distância, além de ser conhecido por sua habilidade de carregar a bola. Sua altura também o torna eficaz em duelos aéreos. Como lateral, ele era capaz de avançar para fazer cruzamentos da linha lateral ou auxiliar seu time defensivamente em suas rápidas recuperações.
Considerado um dos talentos italianos mais promissores da sua geração, em 2019 foi incluído na lista Next Generation do The Guardian dos 60 melhores jovens talentos do futebol mundial, antes de ser nomeado um dos "50 para o futuro" da UEFA em 2021.

## Títulos

### Prêmios individuais
- Jogador do mês da Série A: maio de 2024[66]
- Equipe do ano Série A: 2023–24[67]